# Bougainvillia vervoorti
Bougainvillia vervoorti är en nässeldjursart som beskrevs av Bouillon 1995. Bougainvillia vervoorti ingår i släktet Bougainvillia och familjen Bougainvilliidae. Inga underarter finns listade i Catalogue of Life.